# 石原明
石原 明（いしはら あきら、1958年 - 2021年2月3日）は、日本の経営コンサルタント、実業家。日本経営教育研究所（サービスブランド名「CK PLAT」）代表取締役。

## 来歴
静岡県出身。駒澤大学卒業。ヤマハ発動機や中小企業を経て、1985年に米国ポール・J・マイヤー主催の成功哲学教材販売SMIの日本代理店に入社。
1995年、日本経営教育研究所を設立し、経営コンサルタントとして独立。各社顧問及びコンサルティング活動に入る。
2009年、若手経営者や2代目経営者などの事業継承者の教育を目的とする、経営次進塾の第一期を開催する。
2021年2月3日、心筋梗塞で急逝。

## 人物
経営コンサルタントとしての業務を開始した当初は、営業マンに対するトレーニングを中心に活動を行っていた。その後は上場企業を含む中小・中堅企業の経営者に対する経営指導を行う一方で、Facebookやポッドキャストなどの新しいメディアを活用し幅広い層のビジネスパーソンにも経営や管理、組織運営のノウハウを発信する。
高収益トップ3％倶楽部という勉強会を主催し、経営者や起業家、経営幹部に対してビジネスモデルやマーケティング手法を教授する。過去には、成功曲線を描こうセミナーという、自己啓発に関するセミナーも開催していた。フォーカス・リーディングの仕掛け人の一人としても知られる。

## 経営次進塾
石原が企画総監督する、教育を目的とした私塾。2009年から開催。塾長は第1期～第9期までを平居暉士、第10期からは菅谷信雄が務める。
従来の経営講座の大半は、実務経験のない経営コンサルタントが新規の顧客企業獲得のために行っているものが大半であったが、それらとは異なり実際に上場企業の関連会社で経営の実務のある講師が講師を務めているのが特徴。近年は経営計画講師コンサル、経営者向けメルマガで著名な「がんばれ社長」武沢信行が講師を務めた。

## ディベート講座
2012年4月から、国際ビジネスのプロフェッショナルである岩崎義久を迎え入れ、ビジネスパーソンのためのディベート講座を開催。国際競争の激化に伴い、英語の習得ばかりが叫ばれている実情に警笛を鳴らしていた岩崎義久を、石原が全面的にプロデュースする形で実現した。受講生は、大手企業のビジネスパーソンや中小企業の経営者など業界や業種を横断した幅広い人材が共に学ぶ。

## 著書
- 「『成功曲線』を描こう。 夢をかなえる仕事のヒント」一世出版 1997.11、大和書房 2007.2[8]
- 「心を身軽にする80のインストラクション」エイチアンドアイ 2000.6、CKパブリッシング 2010.8
- 「営業マンは断ることを覚えなさい」明日香出版 2003.2、「同 戦術・戦闘編」2003.9、三笠書房 2007.9
- 「イヤな客には売るな! 」PHP研究所 2004.1、祥伝社 2009.3
- 「気絶するほど儲かる絶対法則」サンマーク出版 2004.2
- 「社長、「小さい会社」のままじゃダメなんです! 」サンマーク出版	2006.2
- 「うちの社長は、なぜ「ああ」なのか」サンマーク出版 2008.12
- 「すべてが見えてくる飛躍の法則」アスペクト 2012.7
- 「トップ3%の会社だけが知っている儲かるしくみ」中経出版 2012.9
- 「トップ3%の人だけが知っている仕事のルール : 読むだけで最強のビジネスパーソンになれる50の法則」中経出版 2013.8
- 『ぼくだったら、そこは、うなずかない。』ぼくら社、発売：プレジデント社 2013.11
- 「絶対儲かる値上げの仕組み教えます」ダイヤモンド社 2015.9[9]

### 監修
- 「『儲ける仕組み(すごいITシステム)』は社長が作る : "設備投資"の発想で、最大のリターンを得る」伊藤由起子著 翔泳社 2006.4